# Phi Brain: Kami no Puzzle
Phi Brain: Kami no Puzzle (ファイ・ブレイン 神のパズル Fai Burein Kami no Pazuru?) es una serie de anime producida por Sunrise. Las dos primeras temporadas fueron emitidas por NHK Educational TV entre el 2 de octubre de 2011 y el 23 de septiembre de 2012, una tercera temporada se estrenó en 2013. La serie está dirigida por Junichi Sato bajo la supervisión en el era un mago como guion por Mayori Sekijima Hajime Yatate, el comía a un colectivo para el personal creativo de Sunrise, es reconocido como el autor de la historia. En el número de noviembre de 2011 de la revista Newtype, propiedad de Kadokawa Shoten, se empezó a publicar la adaptación al manga de la serie.

## Argumento
La historia gira en torno a Kaito, un nuevo estudiante de la Academia Root, que es llegar a casa

## Banda sonora
Openings: El opening de la primera temporada fue Brain Diver (May'n). Para la segunda temporada el opening fue Now or Never (Nano), y para la última temporada el opening fue Destiny por (Nekotante).
Endings: El ending de la primera temporada fue Hologram (Natsumi Kiyoura). Para la segunda temporada fue Super Step (ammoflight). Para la tercera y última temporada fue Say Yeah! (Shintarō Asanuma, Kaori Shimizu, Jun Fukuyama, Kouki Miyata, Satsuki Yukino). También cabe destacar que para el noveno episodio de la tercera temporada el Ending fue Diamond Secret por (Minori Chihara).